# Archiearis betulata
Archiearis betulata là một loài bướm đêm trong họ Geometridae.